# 효자장창현지려
효자장창현지려는 대한민국 전라남도 구례군 산동면에 있다. 2007년 12월 12일 구례군의 향토문화유산 제24호로 지정되었다.

## 개요
헌종(憲宗) 기해년(己亥年)에 태어났으며 타고난 성품이 지극히 효성스러웠으며 아버지를 깊은 산속에 장사지내고 3년간 시묘(侍墓)살이를 하였는데 범이 호위하고 까치가 보답하였다고 한다. 그리고 감천(甘泉)이 옆에서 솟았고 서과(西瓜)가 겨울에도 파랬으며 나무가 꽃이 피지 않아 복결(服?)할 수 없을까 해서 묘 아래에 집을 짓고 아침저녁으로 성소(省掃) 하였다고 한다. 고종(高宗) 갑신년(甲申年)에 살아서 정려를 명하고 복호(復戶)하며 동몽교관(童蒙敎官) 조봉대부(朝奉大夫)를 증직하였다.